# Facla Könyvkiadó
Facla Könyvkiadó a romániai könyvkiadás 1970-es átszervezése után, 1972-ben Temesváron alakult vállalat, amely szépirodalmi, tudományos, politikai és műszaki munkákat jelentet meg román, magyar, német és szerb nyelven, elsősorban bánsági szerzőktől. Magyarul 1972 és 1980 között összesen 29 kötete látott napvilágot. Igazgatója 1978-ig Simion Dima, 1979-től Ion Marin Almăjan író, magyar szerkesztője Mandics György. Programkiadványa Eminescu Luceafărul című költeményének háromnyelvű kiadása volt Franyó Zoltán fordításaiban, utána Anavi Ádám, Endre Károly, Gittai István, Gherasim Emil verseit és műfordításait, Bálint-Izsák László, Józsa Ödön, Gulyás Ferenc, Károly Sándor, Pongrácz P. Mária és mások elbeszélésköteteit, regényeit jelentette meg. Kiadásában látott napvilágot Neumann Mária, Salló Ervin és Toró Tibor közös kötete Bolyai János geometriájáról (1974), 13 fiatal költő Hangrobbanás című antológiája (1975), Mandics György Barbu-elemzése (Harmadjáték, 1977), utóbb Egyed Péter filozófiai eszmefuttatása, A szenvedés kritikája (1980).